# Asunción
Asunción (v jazyce guaraní Paraguaý) je hlavní město Paraguaye. V jeho hranicích žije 542 000 obyvatel, zároveň je však střediskem aglomerace Gran Asunción, která má přes 2 miliony obyvatel. Je sídlem vlády, přístavem na řece Paraguay, střediskem průmyslu a kultury země. Bylo založeno roku 1537 a jedná se tedy o jedno z nejstarších měst v Jižní Americe; proto mu bylo přezdíváno „Matka měst“ (Madre de las ciudades). Název města znamená v češtině „Nanebevzetí“, plný název zní La Muy Noble y Leal Ciudad de Nuestra Señora Santa María de la Asunción.

## Kultura
Sídlí zde paraguayské Národní muzeum výtvarného umění. Ke stavebním památkám patří katedrála z roku 1845, Panteon hrdinů, prezidentský palác Palacio de los López, muzeum Casa de la Independencia a divadlo Ignacio A. Pane. Významnou moderní stavbou je Hotel Guaraní z roku 1961. V roce 2009 byl Asunción Americkým hlavním městem kultury.
V roce 1889 zde byla založena nejstarší paraguayská vysoká škola, veřejná Universidad Nacional de Asunción. V roce 1960 vznikla církevní Universidad Católica Nuestra Señora de la Asunción.
Na chudém předměstí Cateura, kde mnoho obyvatel trvale žije na obrovské skládce odpadu, působí Recyklovaný orchestr, jehož členové hrají na hudební nástroje vyrobené z odpadu.

## Ekonomika
Asunción má potravinářský, textilní a obuvnický průmysl, na předměstí Villa Elisa je v provozu rafinérie ropy. Nachází se zde mezinárodní letiště Silvio Pettirossi.

## Sport
Ve městě sídlí všechny hlavní paraguayské fotbalové kluby: Olimpia (úspěšná i na mezinárodní scéně), Cerro Porteño, Libertad, Guaraní, Rubio Ñu a Nacional. Největším fotbalovým stadionem je Estadio Defensores del Chaco pro 32 000 diváků ve čtvrti Sajonia. Hrál se zde turnaj Copa América 1999.

## Turistika
Město má vlhké subtropické podnebí, období sucha trvá od května do září. Nejvyšším vrcholem je Cerro Lambaré s pomníkem původním obyvatelům. Nedaleko města se nachází Národní park Ybycuí. Asunción je pro turisty po Caracasu druhou nejlevnější jihoamerickou metropolí.

## Partnerská města
- Buenos Aires, Argentina
- Formosa, Argentina
- Corrientes, Argentina
- Resistencia, Argentina
- Posadas, Argentina
- Santa Fe, Argentina
- Iquique, Chile
- Santa Cruz de la Sierra, Bolívie
- Campinas, Brazílie
- Curitiba, Brazílie
- São Paulo, Brazílie
- Bogotá, Kolumbie
- Santo Domingo, Dominikánská republika
- Čiba, Japonsko
- Ciudad de México, Mexiko
- Puebla de Zaragoza, Mexiko, 2009
- Trujillo, Peru
- Madrid, Španělsko
- Tchaj-pej, Tchaj-wan
- Montevideo, Uruguay
- Miami, USA
- Caracas, Venezuela

## Galerie

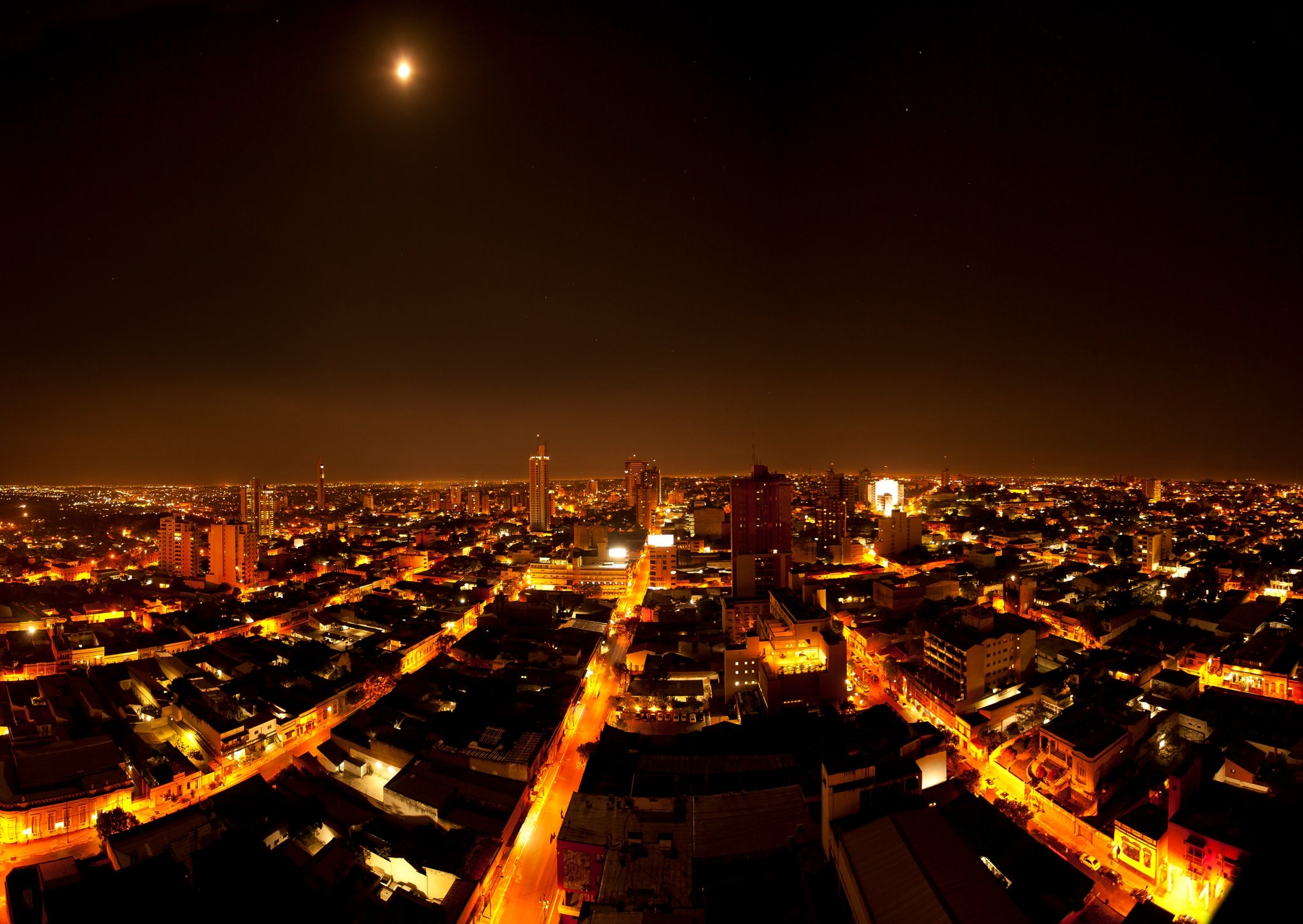
Noční město
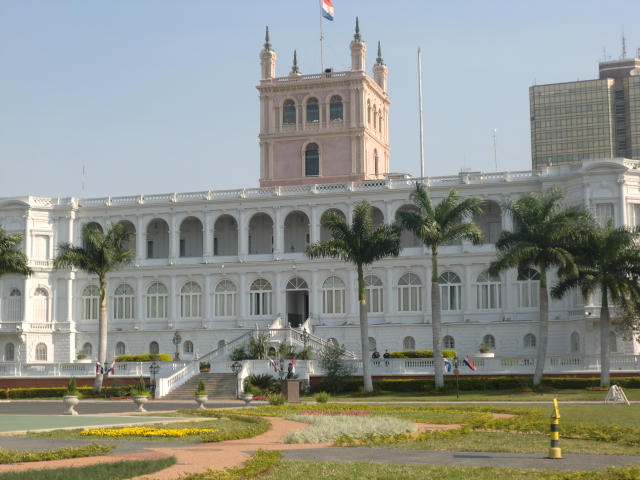
Palacio de los López
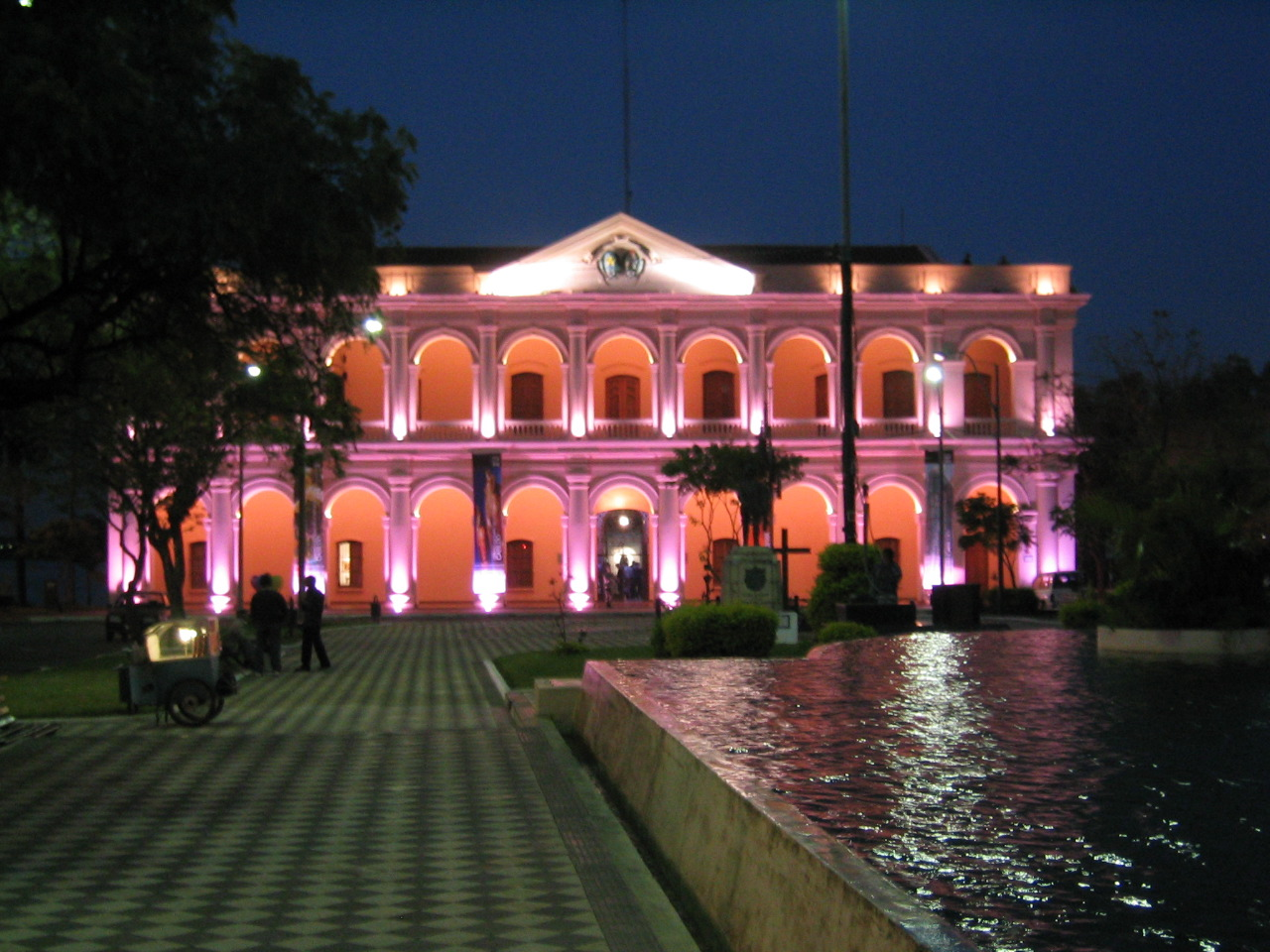
Budova Národního kongresu
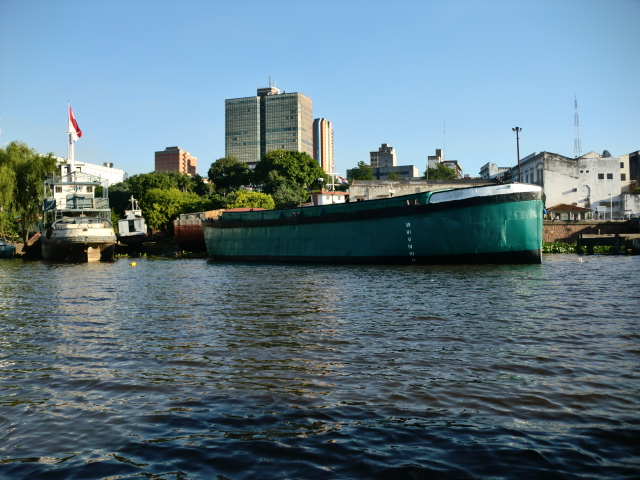
Přístav v Asunciónu
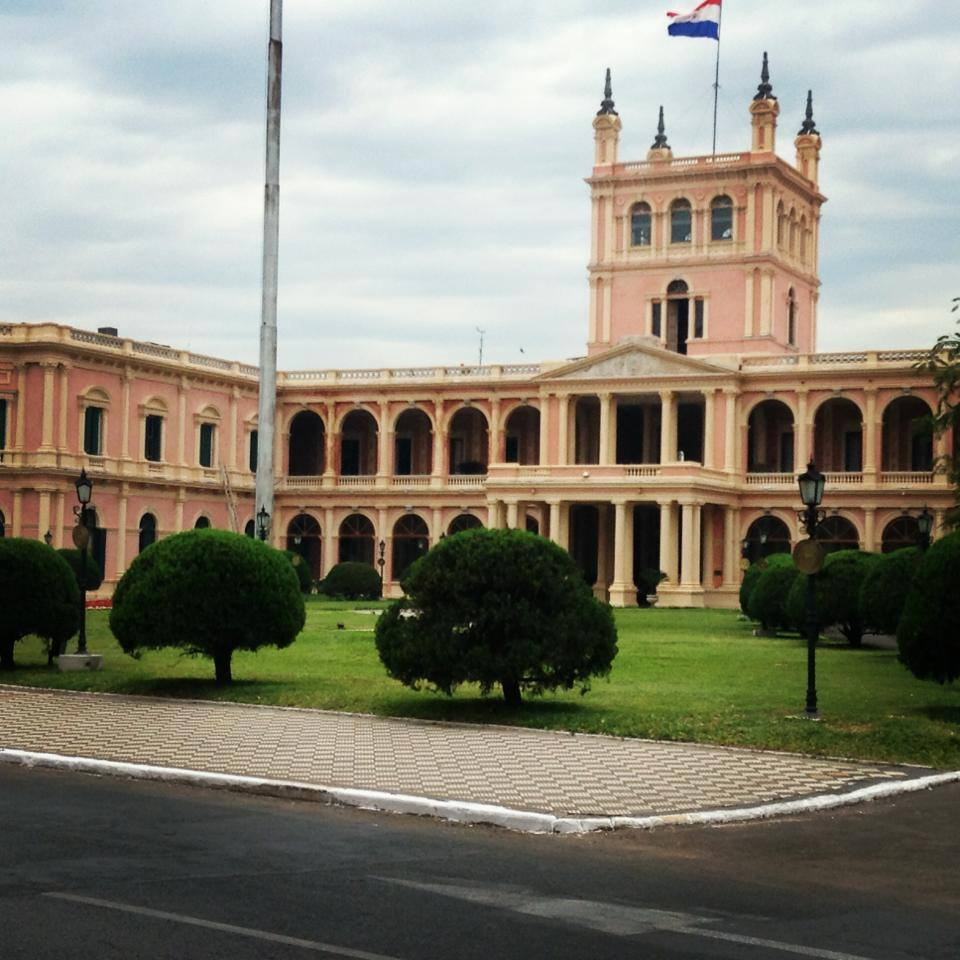
Palác guvernéra
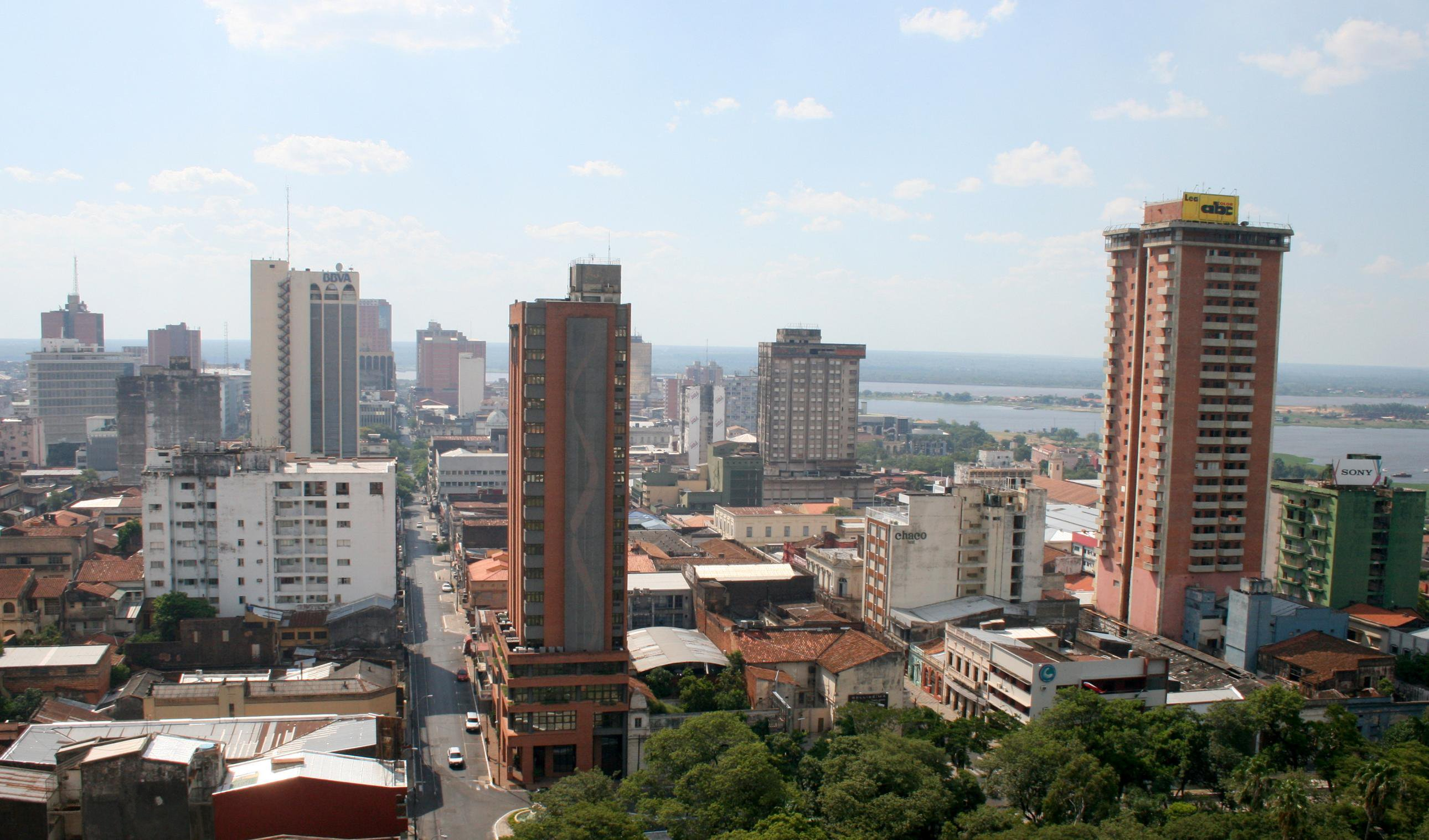
Historické centrum
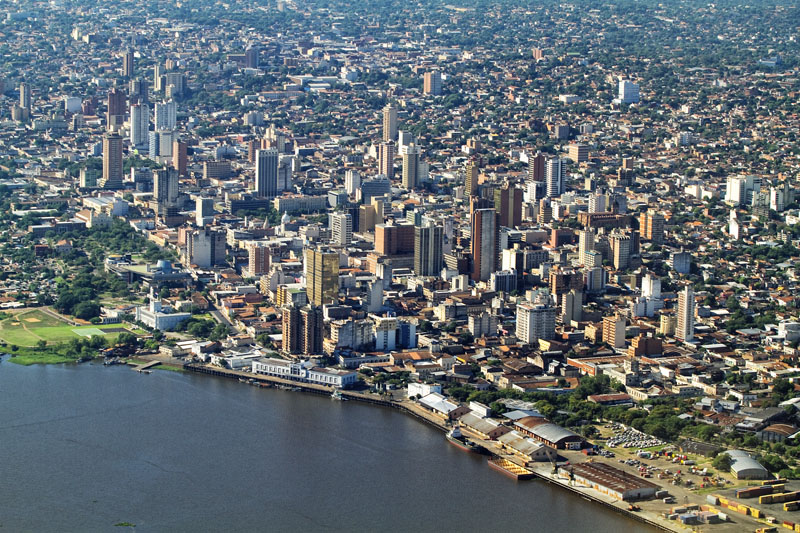
Pohled z dálky
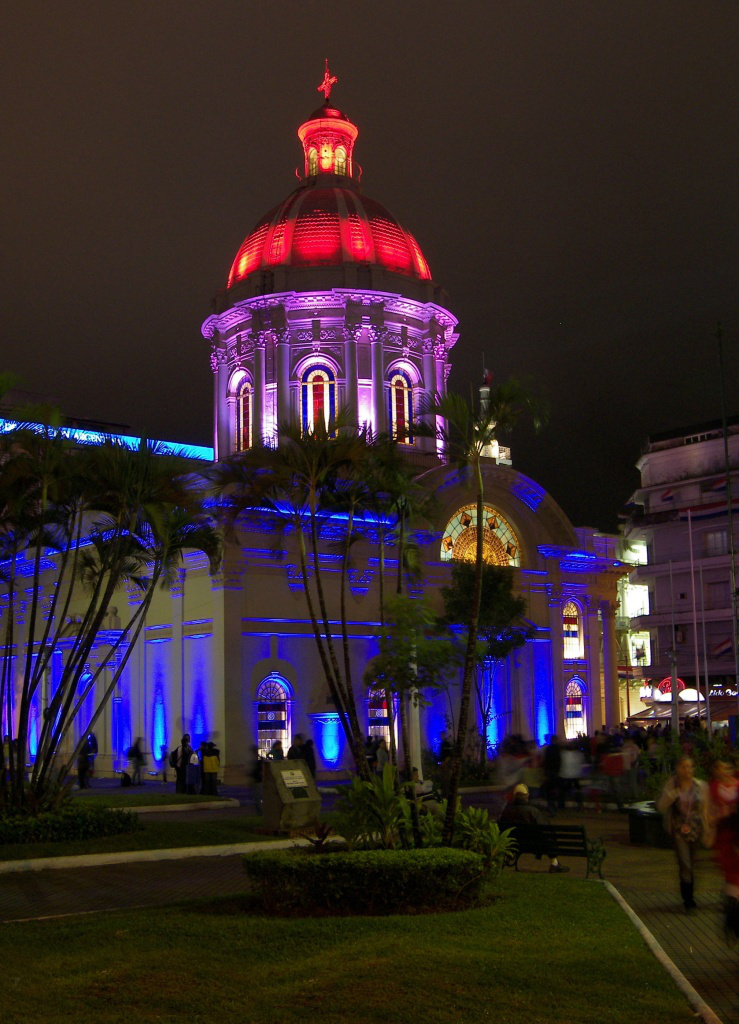
Národní panteon hrdinů